# 오원석
오원석(吳原錫, 2001년 4월 23일 ~ )은 KBO 리그 kt wiz의 투수이다.

## 아마추어 시절
야탑공업고등학교에서 2학년때부터 주축 선수로 활약하였으며. 야탑고 3학년 시절 제 73회 황금사자기 성남고등학교와의 경기에서 선발로 등판하여 6⅔이닝을 1실점에 7탈삼진이라는 호투를 펼치며 스카우터들에게 주목을 받았고 이후 펼쳐진 U-18 야구 월드컵에 참가해서 좋은 성적을 거두며 2020년 KBO 리그 신인 드래프트에서 SK 와이번스로부터 1차 지명을 받으며 프로 생활을 시작하게 되었다.

## SK 와이번스&SSG 랜더스시절
2020년에 입단하였다.

### 2020년시즌
8월 19일 한화전에서 데뷔 첫 경기를 치렀고, 경기에서 1이닝 1실점(비자책)을 기록했다.

### 2021년시즌
시즌 초에는 불펜으로 등판하다가 2021년에 아티 르위키의 부상으로 선발 로테이션에 합류했다. 전반기에는 좋은 성적을 거두며 팀 내 2선발이자 토종 1선발로 활동했다. 하지만 시즌 후반에 체력이 떨어지며 부진했다. 신인왕 투표에서 5위를 기록했다.

### 2022년시즌
데뷔 첫 규정 이닝을 충족했다. 팀은 탄탄한 선발진으로 정규 시즌 우승을 달성했다. 한국시리즈 3차전에 선발 등판해 5.2이닝 5피안타, 1볼넷, 7탈삼진, 1실점을 기록했다. 팀은 한국시리즈 우승 및 통합 우승, KBO 리그 최초 와이어 투 와이어 우승을 했고, 그는 개인 첫 우승을 경험했다.

## kt 위즈시절
- 2024년 10월 31일에 kt 소속 김민과 1대1 맞트레이드로 kt 위즈로 이적하였다.

## 수상
- 제 29회 U-18 야구 월드컵 동메달

## 출신 학교
- 수진초등학교
- 매송중학교
- 야탑고등학교

## 통산 기록
| 연도 | 팀명  | 평균자책점 | 경기 | 완투 | 완봉 | 승 | 패 | 세 | 홀 | 승률  | 타자 | 이닝 | 피안타 | 피홈런 | 볼넷 | 사구 | 탈삼진 | 실점 | 자책점 |
| ---- | ----- | ---------- | ---- | ---- | ---- | -- | -- | -- | -- | ----- | ---- | ---- | ------ | ------ | ---- | ---- | ------ | ---- | ------ |
| 2020 | SK    | 5.59       | 8    | 0    | 0    | 0  | 1  | 0  | 0  | 0.000 | 50   | 9⅔   | 12     | 1      | 6    | 1    | 9      | 10   | 6      |
| 2021 | SSG   | 5.89       | 33   | 0    | 0    | 7  | 6  | 0  | 2  | 0.538 | 530  | 110  | 125    | 11     | 73   | 10   | 95     | 84   | 72     |
| 2022 | SSG   | 4.50       | 31   | 0    | 0    | 6  | 8  | 0  | 0  | 0.429 | 633  | 144  | 158    | 16     | 58   | 3    | 112    | 79   | 72     |
| 2023 | SSG   | 5.23       | 28   | 0    | 0    | 8  | 10 | 0  | 0  | 0.444 | 648  | 144⅔ | 158    | 11     | 69   | 9    | 88     | 92   | 84     |
| 2024 | SSG   | 5.03       | 29   | 0    | 0    | 6  | 9  | 0  | 1  | 0.400 | 550  | 121⅔ | 122    | 17     | 65   | 13   | 112    | 72   | 68     |
| 통산 | 5시즌 | 5.13       | 129  | 0    | 0    | 27 | 34 | 0  | 3  | 0.443 | 2411 | 530  | 575    | 56     | 271  | 36   | 416    | 337  | 302    |

- 굵은 글씨는 해당 시즌 최고 기록